# Salomonelaps par
La serpiente de coral de las Salomón (Salomonelaps par) es una especie de serpientes de la familia Elapidae y del género monotípico Salomonelaps.

## Distribución geográfica
Es endémica del archipiélago de las islas Salomón (Papúa Nueva Guinea e Islas Salomón).